# Bayer Kató
 Bayer Kató, született Kónya Katalin, magyar fotómodell, énekesnő.

## Élete
20 évesen már az Ez a Divat szerkesztőségénél dolgozott, fotómodell, modellként, de egyéb újságokban és kártyanaptárokon is megjelentek a fotói. Fotósa többek közt Lengyel Miklós fotóművész volt.
Férjhezmenetele után külföldre távozott énekelni. Vendéglátóipari egységekben lépett fel, ahol egy zenekarban vokálozott is. Énekelni tanult és képezte a hangját. Az 1990-es évektől ismét Magyarországon él, és énekel, férjével Bayer Sándor dobossal éjszakai bárok, szórakozóhelyek népszerű fellépője.
Első önálló videóklipjét, amelynek zenéjét Dobos Attila szerezte, Ez történt Rióban címmel forgatták. A klipben feltűntek az Angyal-bár táncosai, transzvesztita előadók és Erox Martini énekes is. Pop, rock, country stílusú dalok, musicalek szerepelnek repertoárján, de a feldolgozások mellett külön a neki írt dalokat is énekli.
Szerepelt a TV2 Kifutó című műsorában is. A Budapest Európa Televízióban szombat esténként Poór Péter mellett műsorvezetőként is bemutatkozott.
Énekesként turnézik Magyarországon és külföldön is.
Férje Bayer Sándor.